# Постживописная абстракция
Постживописная абстракция или хроматическая абстракция или живопись резких границ — течение современного искусства, зародившееся в Америке в 1950-е годы. Термин введен критиком Клементом Гринбергом для обозначения направления, представленного на курируемой им выставке 1964 года в Музее искусств округа Лос-Анджелес (затем в Центре искусств Уокера и Художественной галереи Онтарио).
Постживописная абстракция отталкивается от абстрактного экспрессионизма, фовизма и постимпрессионизма. Основные признаки: чёткие края, свободный мазок, гармония (или контраст) простых форм, монументальность, созерцательно-меланхолический склад живописи, аскетичность. Постживописная абстракция также является потомком Геометрической абстракции, округляя и смягчая её.

## История
В 1964 году американский арт-критик Клемент Гринберг впервые использовал термин «Постживописный абстракционизм». Новое направление в абстрактной живописи, он характеризовал как ледяную, свободную от ассоциаций и композиционных задач абстракцию. Новое направление возникло как результат поиска американских художников альтернативы живописи действия. В 1952 году Эд Рейнхард заканчивает свое заявление длинным перечнем того, что по его мнению, не должно быть присуще живописи: «… никакого оптического обмана, … иллюзионизма и изображений, никакой ассоциативности, деформации, никаких сюрреалистических видений, дриппинга и исступленной орнаментации». Монохромность была для него наиболее логичным решением проблемы.
В 1960-х годах американская абстрактная живопись, нашла свой путь развития. Клемент Гринберг в теории модернизма характеризует живопись этого рода словами flatness (плоскость), shape (форма), pigment (цвет). В многообразии поисков ведущими было несколько главных направлений. Монохромность трансформировалась в решетчатые структуры полотен Агнес Мартин, а немногим ранее в абстрактные картины Эда Рейнхарда «не фотографические и не воспроизводимые», являющие собой серии прямоугольников, окрашенных слабо отличимыми оттенками черного цвета. В особой форме холстов Френка Стелла (девиз Стелла «то, что я вижу, это то, что я вижу») и в профилированных поверхностях произведений Эльсуорта Келли, называемых также hard edge (жесткие границы), живопись сближается с пластикой и постепенно становится объектом.

## Некоторые работы
Художник Фрэнк Стелла в 1965 году создает полотно «Императрица Индии», которое сейчас хранится в Музее современного искусства Нью-Йорка. Воспользовавшись техникой схожей с использованной Джаспером Джонсом в его работах связанных с флагами, он создает серию картин с черными полосами. В полотне «Императрица Индии» полосы картины той же толщины, что и планки подрамника, образуют четыре треугольника, соединенных между собой плоскостями. Холст вырезан в соответствии с возникшей фигурой. Симметричность и регулярность формы не кажется нарочитой, благодаря различиям цвета каждого треугольника.  
Канадская художница Агнес Мартин в 1963 году выработала собственную манеру, которая будет свойственна всем её последующим работам. Она создала полотно «Дерево». На не до конца просохшем меловом грунте художница прочерчивает карандашом решетку, затем все покрывается тонким слоем масляной краски, поверх которой ложится акрил. Большой формат ее картин (почти всегда примерно 2x2 метра) подчеркивает неторопливую аккуратность и точность работы. Жесткая монотонность решетки рождает многообразие зрительных впечатлений. Вблизи работы заметны особенности процесса, а при взгляде с дальнего расстояния сеть линий исчезает, но монохромная поверхность кажется вибрирующей.

## Художники
- Роберт Мэнголд
- Агнес Мартин
- Роберт Райман
- Пол Фили
- Джон Феррен
- Ал Хелд
- Николас Крушеник
- Дэвид Симпсон
- Эмерсон Вулффер
- Эльсуорт Келли
- Николас Крашеник
- Александр Либерман
- Моррис Луис
- Говард Меринг
- Кеннет Ноланд
- Барнетт Ньюман
- Джулс Олицки
- Эд Рейнхардт
- Фрэнк Стелла
- Джек Буш
- Уолтер Дарби Бэннард
- Томас Даунинг
- Фридел Джубас
- Джин Дэвис
- Сэм Фрэнсис
- Элен Франкенталер
- Ал Хелд